# تراونیکی
تراونیکی (به لهستانی:  Trawniki) یک روستا در لهستان است که در گمینا تراونگکی واقع شده‌است. تراونگکی ۲٬۸۹۳ نفر جمعیت دارد.